# Station Piaseczno Przemysłowe
Station Piaseczno Przemysłowe is een spoorwegstation in de Poolse plaats Piaseczno.